# Van Asch van Wijckskade

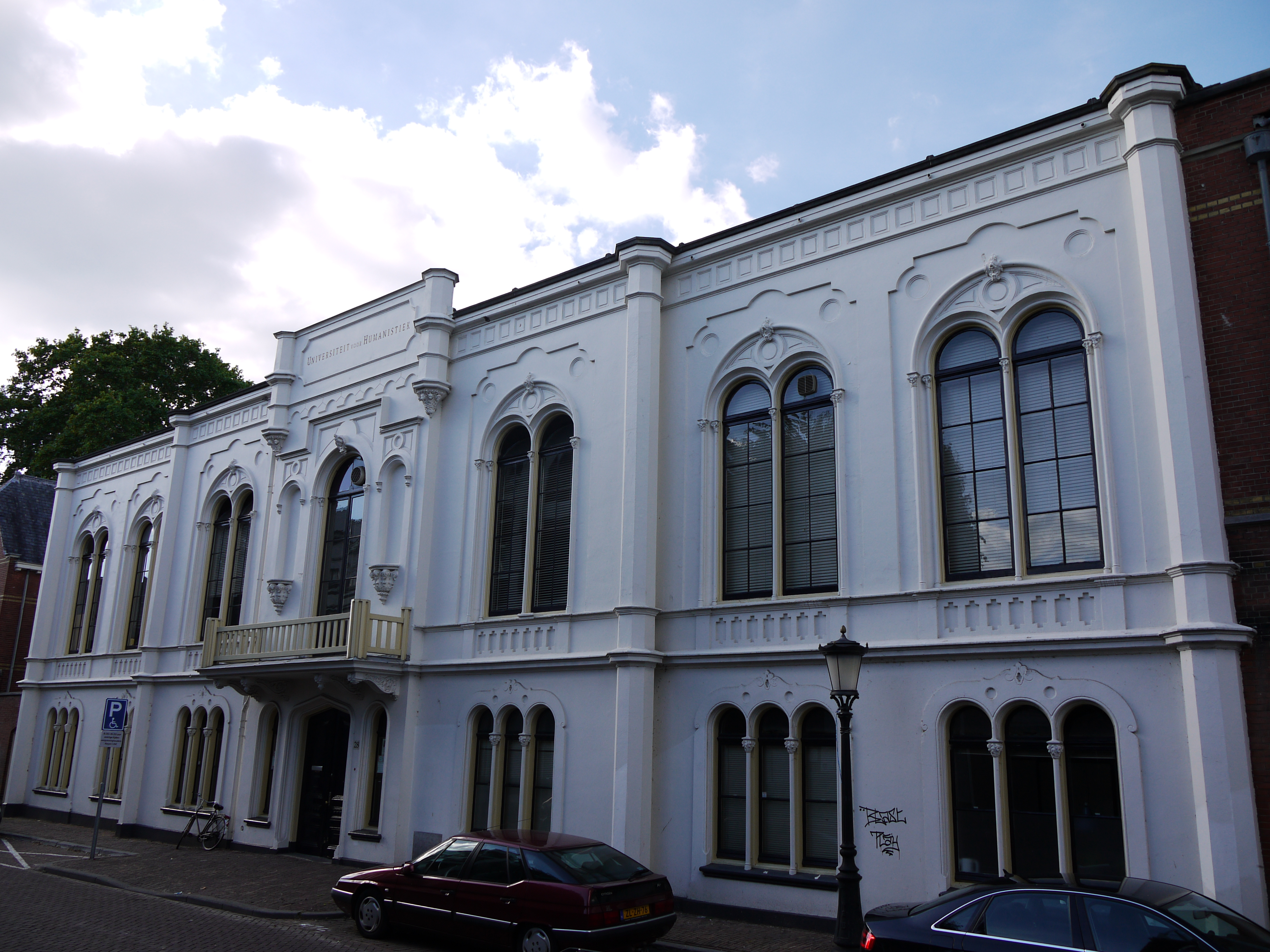
Van Asch van Wijckskade 28, voormalig Fysiologisch Laboratorium (1866)

De Van Asch van Wijckskade is een straat in het centrum van de Nederlandse stad Utrecht. De circa 500 meter lange straat ligt in het uiterste noorden van het centrum en loopt, met uitzondering van het deel over het voormalige Begijnebolwerk, evenwijdig aan de Stadsbuitengracht (Weerdsingel). Tot de zijstraten behoren de Hopakker, Begijnekade, Wijde Begijnestraat, 1e Achterstraat, 2e Achterstraat en de Noorderstraat.

## Geschiedenis
Vanaf 1830 is het overgrote deel van de oude Utrechtse vestingswerken gesloopt of anderszins omgevormd. Met name naar ontwerp van de architecten J.D. Zocher jr. en C. Kramm zijn daarin in het gebied van deze straat grootschalige veranderingen gekomen. Onder meer nieuwe brugverbindingen over de voormalige verdedigingsgracht werden aangelegd en ook nieuwe grote woonhuizen verrezen er. Belangrijke initiatiefnemer in deze stedenbouwkundige transformatie was de Utrechtse burgemeester H.M.A.J. van Asch van Wijck. Deze straat, die Noorderkade heette, werd na diens afscheid als burgemeester naar hem vernoemd in 1840 met in 1938 de omzetting van de Van Wijckskade naar de huidige straatnaam.
Vandaag de dag staan er diverse monumentale bouwwerken aan de Van Asch van Wijckskade. Voor de rijksmonumentale bouwwerken zie het artikel Lijst van rijksmonumenten in Utrecht (stad)/Van Asch van Wijckskade.